# San Ciriaco alle Terme Diocleziane
Il titolo cardinalizio di San Ciriaco alle Terme Diocleziane era già presente al sinodo romano del 1º marzo 499. Secondo il catalogo di Pietro Mallio, composto sotto il pontificato di papa Alessandro III, esso era legato alla Basilica di Santa Maria Maggiore, ed i suoi preti vi celebravano messa a turno. Nel XII secolo era conosciuto come San Ciriaco in thermis e, sotto il pontificato di papa Giovanni XXII, come San Ciriaco in Verminis. Divenuta inagibile la chiesa di San Ciriaco alle Terme, il titolo fu soppresso da papa Sisto V, che lo sostituì con quello dei Santi Quirico e Giulitta. È da notare che Quirico e Ciriaco sono sinonimi.

## Titolari
- Martino e Epifanio (menzionati nel 499)[1]
- Aventino (menzionato nel 595)
- Costantino (menzionato nel 721)[2]
- Procopio (prima del 743 - dopo il 745)[3]
- Sassolo (menzionato nel 761)[4]
- Leone (menzionato nell'853)[5]
- Maio (menzionato nell'869)[6]
- Marino (? - 30 ottobre 942 eletto papa con il nome di Marino II)
- Giovanni (menzionato nel 1068 o 1069)
- Crisostomo (1099 - circa 1105)
- Domnizzone (o Domnizo) (1105 - prima del 1117)
- Crisogono (circa 1117 - circa 1122)
- Oderisio, O.S.B. (1122 - 1126)
- Rustico (dicembre 1128- prima del 1142 deceduto)
- Niccolò (17 dicembre 1143 - 1º aprile 1151 ? deceduto)
- Giovanni Domenico Trinci (1213 ? - 1219 ? deceduto)
- Riccardo di Montecassino, O.S.B. Cas. (agosto 1255 ? - 1º marzo 1263 deceduto)
- Etienne de Suisy (15 dicembre 1305 - 10 dicembre 1311 deceduto)
- Guillaume Teste (23 dicembre 1312 - settembre 1326 deceduto)
- Bernardo d'Albi (18 dicembre 1338 - 19 gennaio 1349 nominato cardinale vescovo di Porto e Santa Rufina)
- Niccolò Caracciolo Moschino, O.P. (18 dicembre 1378 - 29 luglio 1389 deceduto)
  - Giovanni Piacentini (20 luglio 1387 - 9 maggio 1404 deceduto), pseudocardinale dell'antipapa Clemente VII
- Cristoforo Maroni (18 dicembre 1389 - 4 dicembre 1404 deceduto)
- Matteo da Cracovia (o Ciaconiani) (19 settembre 1408 - 5 marzo 1410 deceduto)
- Jan Železný, O. Praem. (27 maggio 1426 - 9 ottobre 1430 deceduto)
- Dénes Szécsi (8 gennaio 1440 - 1º febbraio 1465 deceduto)
- Thomas Bourchier (15 marzo 1468 - 30 marzo 1486 deceduto)
- Bernardino Lonati; diaconia pro hac vice (23 settembre 1493 - 8 agosto 1497 deceduto)
- Pietro Isvalies (o Isuales, o Isuali, o Isuagles, o Suaglio) (5 ottobre 1500 - 18 agosto 1507); in commendam (18 agosto 1507 - 22 settembre 1511 deceduto)
- Scaramuccia Trivulzio (6 luglio 1517 - 3 agosto 1527 deceduto)
- Agostino Spinola (3 agosto 1527 - 5 settembre 1534 nominato cardinale presbitero di Sant'Apollinare)
- Francesco Corner (5 settembre 1534 - 31 maggio 1535 nominato cardinale presbitero di Santa Prassede)
- Giacomo Simonetta (31 maggio 1535 - 28 novembre 1537 nominato cardinale presbitero di Sant'Apollinare)
- Girolamo Aleandro (13 marzo 1538 - 20 marzo 1538 nominato cardinale presbitero di San Crisogono)
- Pietro Bembo, O.S.Io.Hier.; diaconia pro hac vice (10 novembre 1539 - 15 febbraio 1542 nominato cardinale presbitero di San Crisogono)
- Pomponio Ceci (12 giugno 1542 - 4 agosto 1542 deceduto)
- Gregorio Cortese, O.S.B. Cas. (12 giugno 1542 - 21 settembre 1548 deceduto)
- Bernardino Maffei (10 maggio 1549 - 16 luglio 1553 deceduto)
- Giovanni Andrea Mercurio (18 agosto 1553 - 19 gennaio 1560 nominato cardinale presbitero di San Marcello)
- Ludovico Simonetta (10 marzo 1561 - 15 novembre 1566 nominato cardinale presbitero di Sant'Anastasia)
- Giovanni Francesco Commendone; diaconia pro illa vice (15 novembre 1566 - 1573 ?); (1573 ? - 5 luglio 1574 nominato cardinale presbitero di Santa Maria degli Angeli nominato cardinale presbitero di Sant'Anastasia)
- Pedro de Deza Manuel (22 giugno 1580 - 9 gennaio 1584 nominato cardinale presbitero di Santa Prisca)
  - Titolo soppresso nel 1587